# Камерный оркестр Игоря Лермана
Камерный оркестр Игоря Лермана (до 2013 года — «Провинция») — российский коллектив. Основатель и художественный руководитель Народный артист Республики Татарстан Игорь Лерман. Создан в 1988 году, первое выступление состоялось 25 февраля 1989 года. В настоящее время Камерный оркестр Игоря Лермана один из ведущих музыкальных коллективов Татарстана и России.
Партнерами и солистами оркестра в разное время были Елена Образцова, Николай Петров, Борис Березовский, Денис Мацуев, Сиприан Кацарис, Виктор Третьяков, Александр Князев, Сергей Накаряков, Квартет имени Бородина, Квартет им. Д. Ойстраха, Новый Русский Квартет, камерный оркестр «Виртуозы Москвы», камерный оркестр «Kremlin», камерный ансамбль «Солисты Санкт-Петербурга», Государственная академическая хоровая капелла России имени А. А. Юрлова.
Оркестр с успехом выступал в городах России и в странах ближнего и дальнего зарубежья (республике Молдова, в Украине, Польше, Германии, Испании), принимал участие в международных музыкальных фестивалях в городах России (Санкт-Петербург, Кисловодск, Калининград, Пермь, Ульяновск, Владивосток), Швейцарии, Израиле.
Репертуар коллектива отличается разнообразием стилей и жанров и включает в себя сочинения нескольких эпох — от музыки барокко до опусов наших современников. Значительную его часть составляют транскрипции и обработки мирового музыкального наследия для камерного оркестра, выполненные бессменным руководителем Игорем Лерманом.

## Дискография
Записано около 30 компакт-дисков.